# La Patte de Dindon
La Patte de Dindon was een Brusselse kunstenaarsvereniging die actief was rond 1900.
De vereniging was een Vrije Academie, eerder gericht op een gezamenlijke atelierwerking (“vrij atelier”) voor de leden dan op gezamenlijke tentoonstellingen. De leden kwamen bijeen op de eerste verdieping van het café La Patte de Dindon op de Grote Markt in Brussel (gevestigd in het huis De Windmolen, deel het van Huis van de Hertogen van Brabant). Ze schilderden er gezamenlijk, onder andere naar levend model. Op deze ontmoetingsplaats tussen kunstbroeders ging er het blijkbaar gezellig aan toe in luidruchtige vergaderingen.
Leden waren onder andere: Firmin Baes, Henri Cassiers, Franz Courtens, Paul Hermanus, Jules Jourdain, Eugène Laermans, Jean Laudy, Marten Melsen, Henri Ottevaere, Henry Stacquet, Frans Van Leemputten, Constantin Meunier en Victor Uytterschaut.